# Lista över oidentifierade psalmsignaturer
Lista över oidentifierade psalmistsignaturer:

## B
B-dt Nr 62 Jag vill sjunga om min Jesus i Hjärtesånger

## C
C. H. Nr 211 Ljuv är sena aftontimman i Hjärtesånger
C. L. N.
C. V. C. alt. C. W. C. Nr 88 Se, huru ljuvligt och gott det är (ej att förväxla med Haquin Spegels Se, huru gott och ljuvligt är? i 1695 års psalmbok från psaltarpsalm 133 med melodi Din spira Jesu, sträckes ut). Nr 214 Är jag i min stilla ensamhet

## D
D S S Herde-Rösten 1892 nr 162 Den som blyges för Jesus här och nr 301 Se det hvitnande fältet som väntande står

## F
F-r. Nr 51 O Jesus, Jesus, Herre kär i Hjärtesånger
Fr E = Fredrik Engelke ? Herde-Rösten 1892 nr 276 Haf tack, käre Jesus, för ordet vi fått (= Engelkes psalm Hav tack, käre Jesus, för ordet vi hört?)

## G
G-f. Nr 38 Kom till mig, du trötta själ och Nr 150 Var finns det land i Hjärtesånger

## H
H. S. Nr 196 Dyre vän, o, ser du icke i Hjärtesånger

## J
J A - Herde-Rösten 1892 nr 184 Jesus på korset har vunnit en gång
J B ev J R - Herde-Rösten 1892 nr 65 Broder, sov i ostörd ro ev Joël Blomqvist
J F S - Herde-Rösten 1892 nr 15 Blicka upp, blicka upp, till din frälsare kär (något ändrad av Aug. Davis)
J. F. S.
J. G. - Herde-Rösten 1892 291 Betania, du ljuva hem på jorden
J G - Herde-Rösten 1892, nr 285 Hos Jesus finner själen ro, nr 290 Det är dig som Jesus kallar

## K
K. F.
K G S = K. G. S. - Herde-Rösten 1892 nr 283 Aldrig ensam under prövotider, nr 286 Hvar är det hem, hvar fins det land, nr 287 Till Jesus kom, just som du är
K. V. M-n.

## L
L-d. i Hjärtesånger 1895 nr 23 Jesus syndare undfår
L L-m - Segertoner 1930 nr 430
L N-d = L. N-d. - Herde-Rösten 1892 nr 140 Hemåt vi vandra, på vägen som leder
L. H. nr 191 m. fl i Hemlandssånger 1891

## M
M. E. K. förlag
M. H.

## N
N G H = N. G. H. - Herde-Rösten 1892 nr nr 66 Ljufligt stödd mot Herdebarmen, nr 68 Det är evangelii bjudning, nr 72 Hvilket härligt ord ljuder kring vår jord , nr 75 Trött af vägen vid Sikarsbrunn, nr 76 Dyra helsoflod, som här flödar fram, Se på Jesus, o, se och lev, nr 89 Ej räds lilla hjord, nr 106 Jag vet ej hur snart Gud mig kallar till sig, nr 154 Jag vet att min förlossare lefver, nr 158 Jesus skall komma, nr 165 O, jag vill sjunga om Jesus, Salighets-skurar förväntas, nr 182 O, den stora dagen kommer, nr 214 Sälla förvissning, Jesus är min I de flesta fall har NGH översatt texterna
N J R - Herde-Rösten 1892 nr 280 Kom, kraftens ande, du som tände (Kom, Helge Ande, du som tände skriven av Carl Heinrich von Bogatzky, översatt av Erik Nyström 1877 till titelraden Kom, kraftens ande, du som tände. Ändrad för SMF 1893, melodi Dig skall min själ sitt offer bära)
N. & N.

## O
O L B = O. L. B. Herde-Rösten 1892 nr 330 Jag är en gäst på jorden

## P
P M Segertoner 1930 nr 80

## R
R = R. Herde-Rösten 1892 nr 380
R T Segertoner 1930 nr 291

## S
S G L = S. G. L. Herde-Rösten 1892 nr 360 Fadern i himlarne helga ditt namn och pingstpsalmen nr 361 Pris vare Gud i höjden.
S. H.